# باسیلیکای عبادتگاه ملی لقاح معصوم

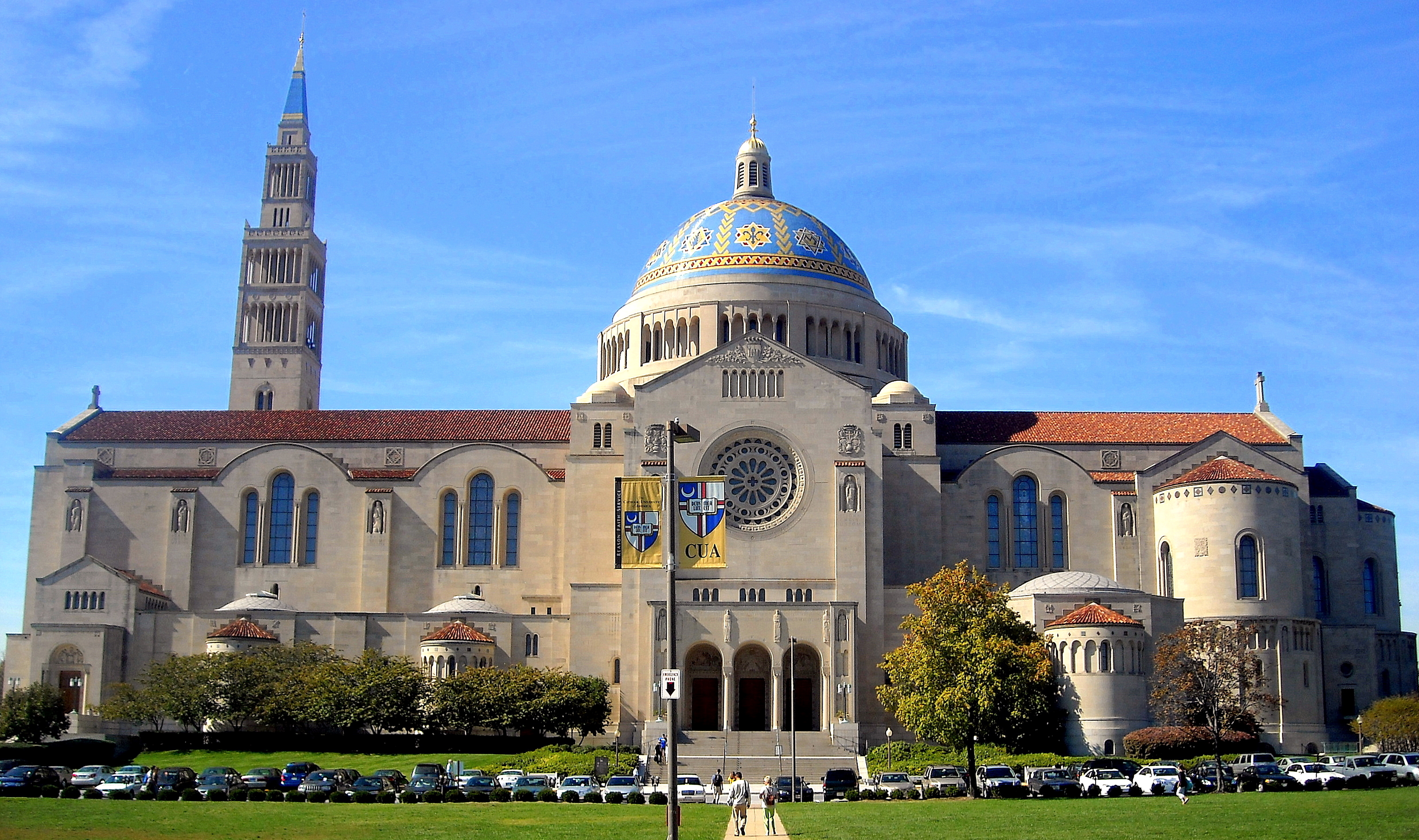

باسیلیکای عبادتگاه ملی لقای معصوم (به انگلیسی: Basilica of the National Shrine of the Immaculate Conception) یک پرستشگاه تاریخی کاتولیک در شهر واشنگتن دی.سی. در آمریکا است.
ساخت این باسیلیکا در ۱۹۲۱ آغاز و تقریباً ۴۰ سال بطول انجامید.

## نگارخانه

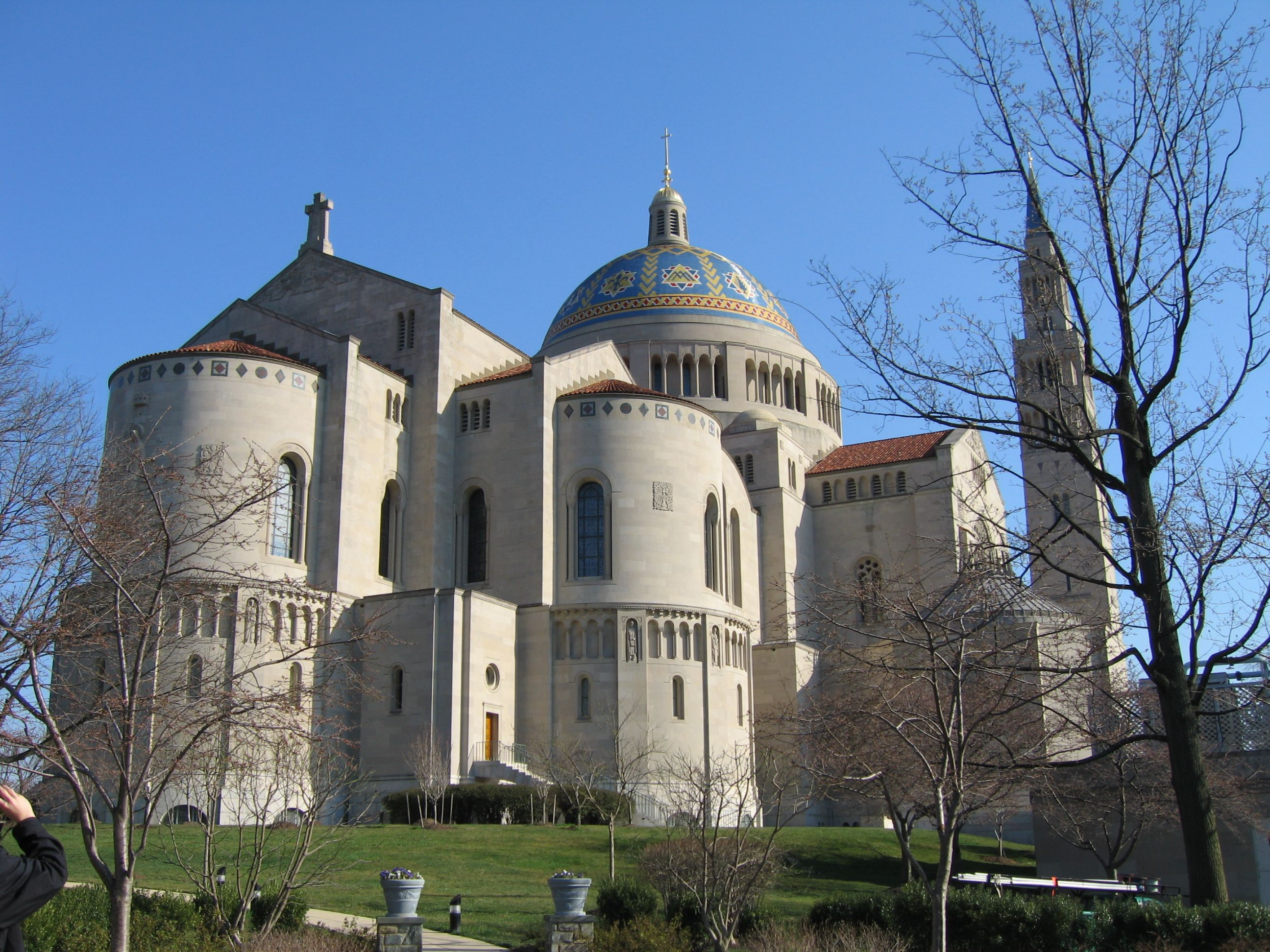
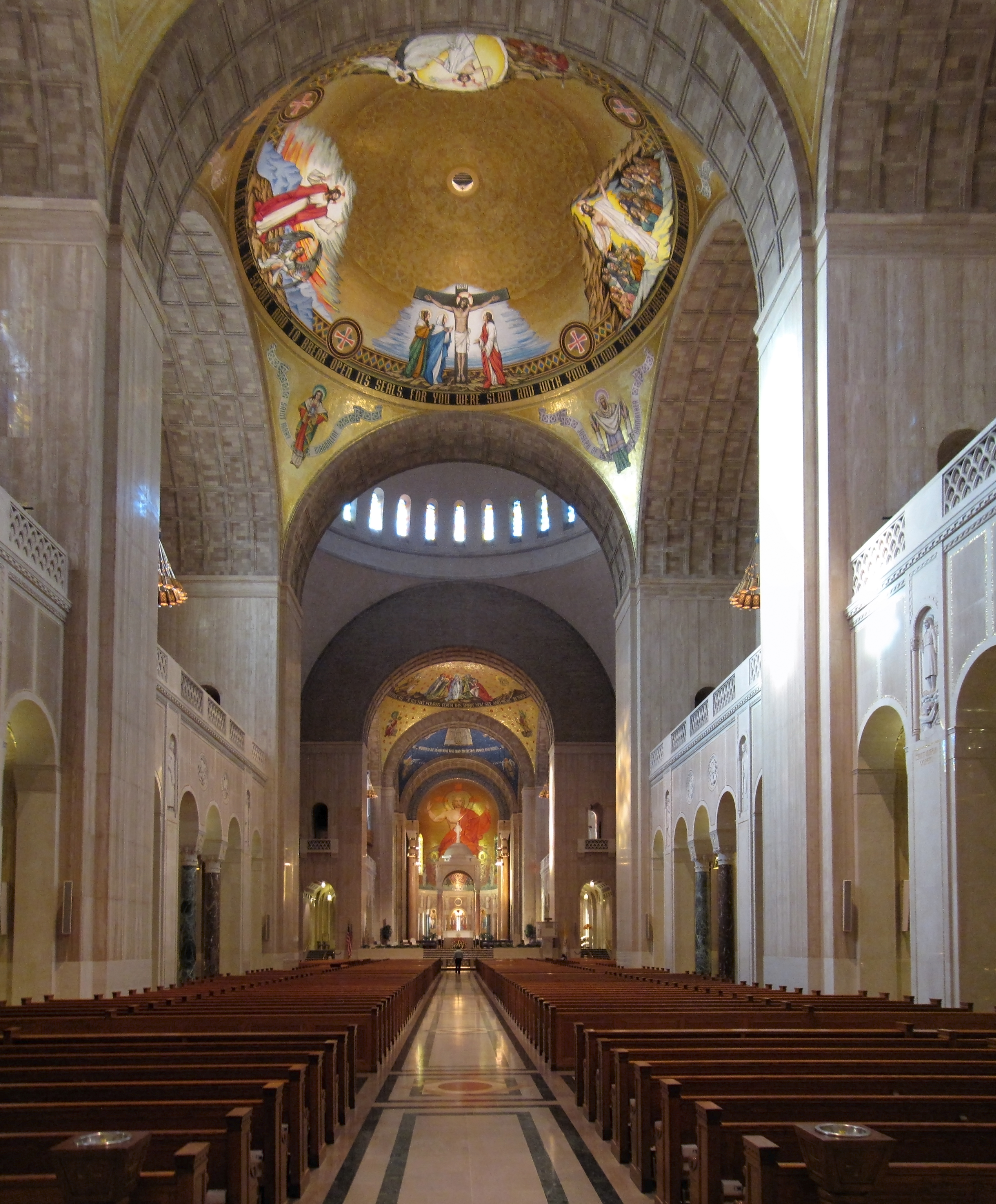
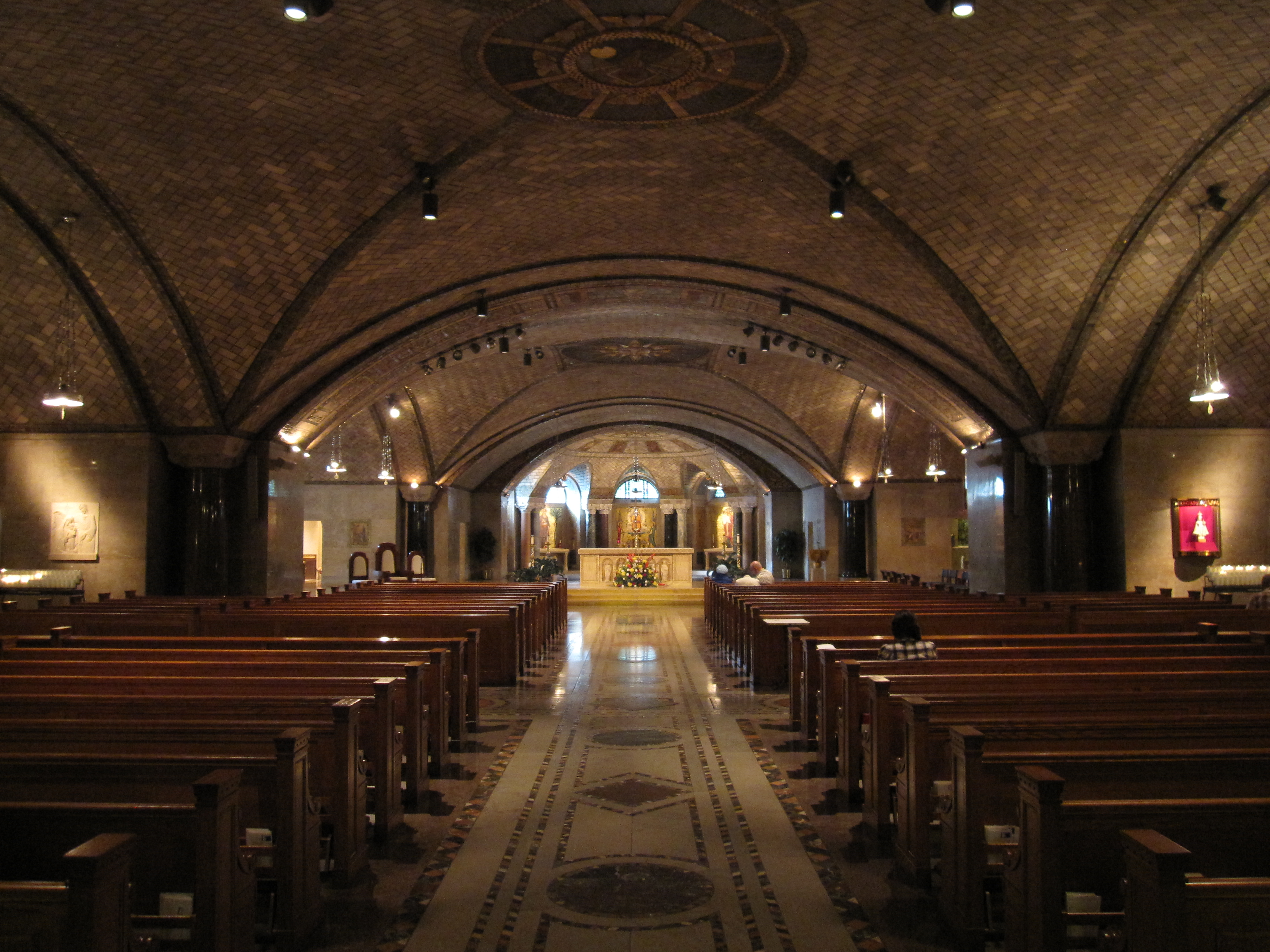
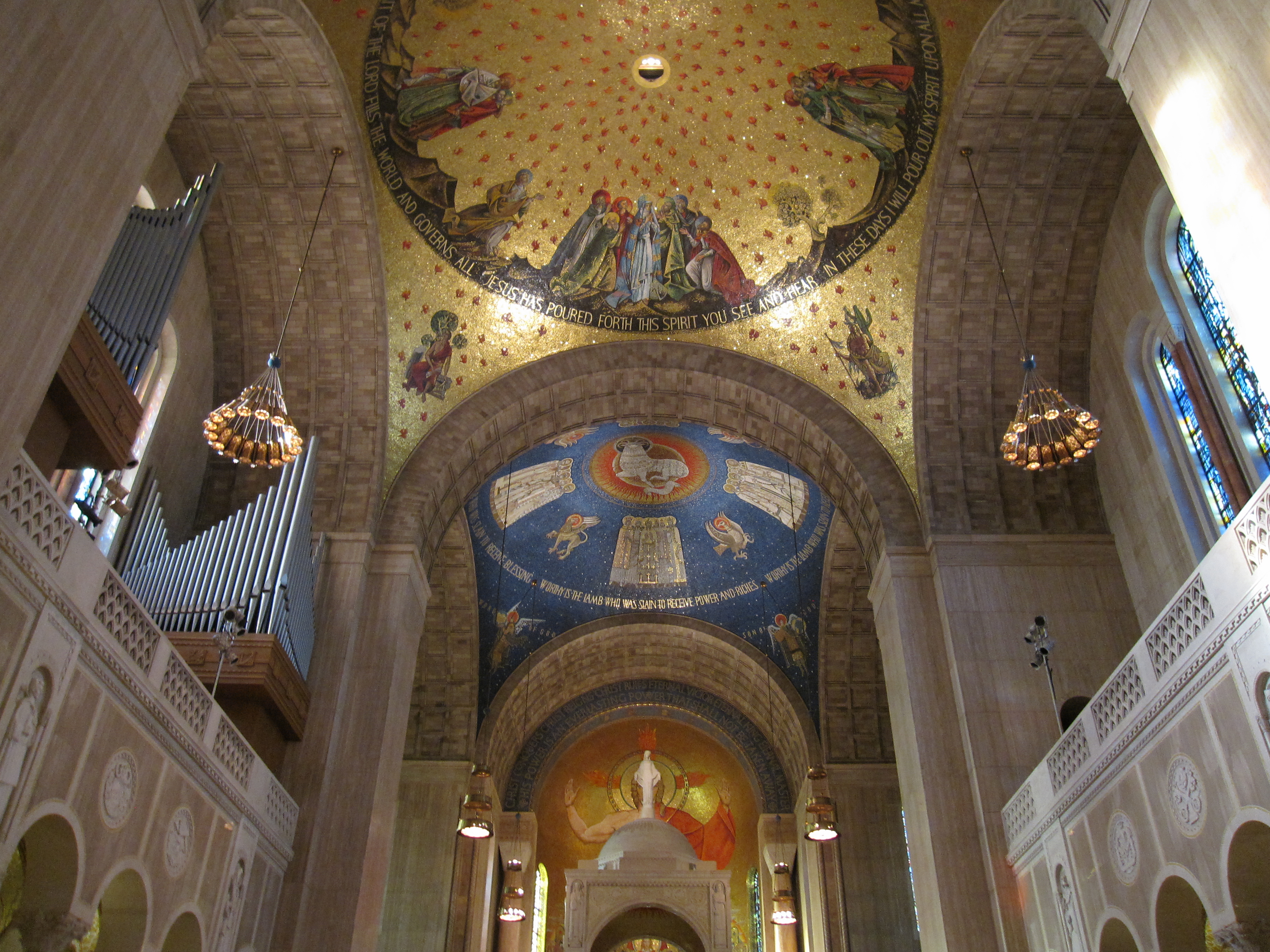

## جستارهای مربوطه
- کلیسای سن فرناندو